# Walter Rauff
Walter Rauff (Köthen, 1906. június 19. – Santiago de Chile, 1984. május 14.) német politikus. Több mint 100 ezer személy haláláért tehető felelőssé a második világháborúban, a tunéziai holokauszt egyik fő felelőse. A háború után Chilébe szökött.